# 붕어섬 (대전)
붕어섬은 대전광역시 동구 사성동 대청호에 있는 섬이다. 최근 대전광역시에서는 섬의 서쪽인 마산동에서 붕어섬을 지나 섬 동쪽의 사성동 본토를 잇는 교량을 추진하고 있다.